# 國際醫學物理節
國際醫學物理節（英語：International Day of Medical Physics，IDMP）是每年的11月7日，由國際醫學物理組織（IOMP）於2013年设立。
1867年的此日，馳名於放射性開拓性研究的瑪麗•斯克沃多夫斯卡-居禮誕生於波蘭。為提升醫學物理師對於病人福祉所扮演角色的體認，國際醫學物理組織訂定每年11月7日為國際醫學物理節。